# Samuel Dinsmoor

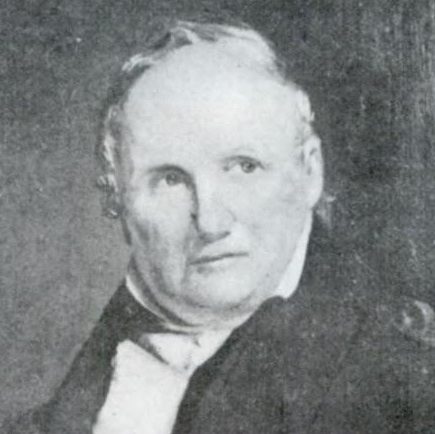
Samuel Dinsmoor

Samuel Dinsmoor (* 1. Juli 1766 in Windham, Rockingham County, New Hampshire Colony; † 15. März 1835 in Keene, New Hampshire) war ein US-amerikanischer Politiker und von 1831 bis 1835 Gouverneur des Bundesstaates New Hampshire. Er vertrat seinen Staat von 1811 bis 1813 als Abgeordneter im Kongress.

## Frühe Jahre und politischer Aufstieg
Samuel Dinsmoor besuchte bis 1789 das Dartmouth College. Danach arbeitete er einige Zeit als Lehrer, ehe er mit einem Jurastudium seine Ausbildung fortsetzte. Nach seinem Examen und seiner im Jahr 1795 erfolgten Zulassung als Rechtsanwalt arbeitete er in Keene in seinem neuen Beruf. Dort  war er auch am Aufbau einer Infanterieeinheit der örtlichen Miliz beteiligt, deren Kommandant er wurde. Im Jahr 1808 wurde er auch Posthalter dieser Stadt.
Zwischen dem 4. März 1811 und dem 3. März 1813 war er Abgeordneter im Repräsentantenhaus der Vereinigten Staaten. Dinsmoor war damals Mitglied der Demokratisch-Republikanischen Partei. Nach deren Auflösung wechselte er in den späten 1820er Jahren zur Demokratischen Partei von Präsident Andrew Jackson. Im Jahr 1820 war er einer der Wahlmänner von James Monroe. Zwischen 1823 und 1831 war er Richter an einem Nachlassgericht im Cheshire County. Außerdem war er im Jahr 1825 Mitglied einer Delegation zur Beilegung eines Grenzkonflikts mit dem Nachbarstaat Massachusetts.

## Gouverneur von New Hampshire
Im Jahr 1831 wurde Dinsmoor zum neuen Gouverneur seines Staates gewählt. Nach zweimaliger Wiederwahl konnte er dieses Amt zwischen dem 2. Juni 1831 und dem 5. Juni 1834 ausüben. In seiner Amtszeit gab es in New Hampshire einen wirtschaftlichen Aufschwung. Die Produktion stieg und die Banken blühten auf. Damals wurde auch der Eisenbahnbau in New Hampshire vorangetrieben. In Peterborough entstand die erste kostenfreie Bibliothek in den Vereinigten Staaten. Einige Vorschläge des Gouverneurs wie beispielsweise die Einrichtung einer staatlichen Nervenheilanstalt ließen sich damals politisch nicht durchsetzen.

## Weiterer Lebenslauf
Nach dem Ende seiner Gouverneurszeit zog sich Dinsmoor aus der Politik zurück. Er wurde Präsident der Ashuelot Bank in Keene. Samuel Dinsmoor starb bereits neun Monate nach dem Ende seiner politischen Laufbahn am 15. März 1835. Mit seiner Frau Mary Boyd Reid hatte er vier Kinder, darunter den Sohn Samuel Dinsmoor Jr. (1799–1869), der zwischen 1849 und 1851 ebenfalls Gouverneur von New Hampshire werden sollte.